# Сереброиттербий
Сереброиттербий — бинарное неорганическое соединение, интерметаллид
серебра и иттербия
с формулой YbAg,
кристаллы.

## Получение
- Сплавление стехиометрических количеств чистых веществ:

{\displaystyle {\mathsf {Ag+Yb\ {\xrightarrow {724^{o}C}}\ AgYb}}}

## Физические свойства
Сереброиттербий образует кристаллы
ромбической сингонии, пространственная группа P nma, параметры ячейки a = 0,7590 нм, b = 0,4670 нм, c = 0,6013 нм, Z = 4,
структура типа борида железа.
При температуре 456 °C соединение переходит в фазу
кубической сингонии (примитивная решётка), пространственная группа P m3m, параметры ячейки a = 0,3679 нм, Z = 1,
структура типа хлорида цезия CsCl
.
Соединение конгруэнтно плавится при температуре 724 °C.